# Rock Island Arsenal

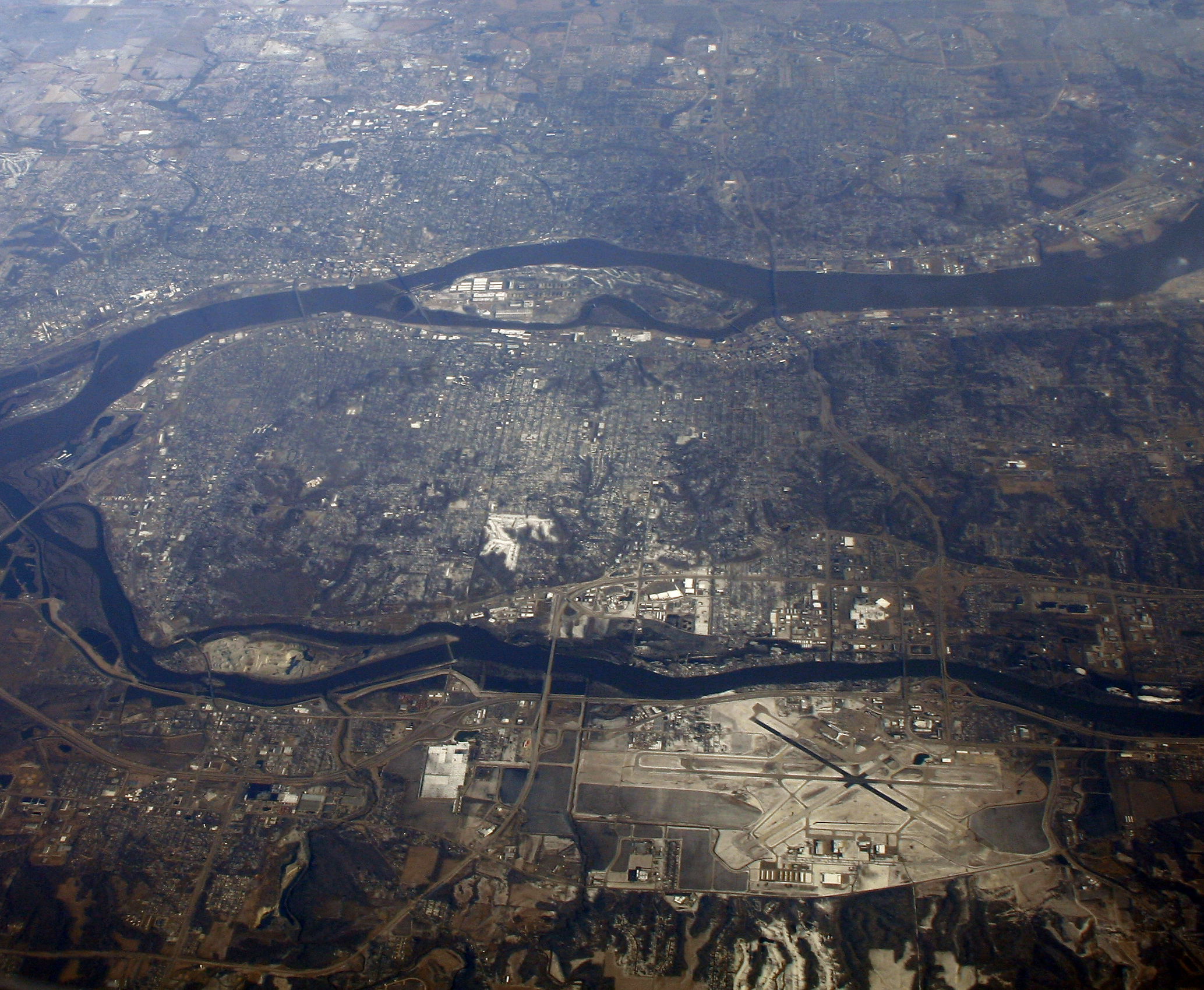
Flygfoto över konurbationen Quad Cities med ön Rock Island överst.

Rock Island Arsenal är en militär anläggning på en yta om 383 hektar tillhörande USA:s armé i delstaten Illinois som är belägen på ön Rock Island i Mississippifloden på gränsen till Iowa (staden Davenport) och är belägen i Rock Island County med staden Rock Island intill. Storstadsområdet runtomkring kallas för Quad Cities. Ön kom i arméns besittning som en följd av Black Hawk-kriget 1832. 
Rock Island Arsenal - Joint Manufacturing and Technology Center (RIA-JMTC) är en arsenal och federalt statsägd vapenfabrik med gjuteri som tillverkat vapen och ammunition sedan 1880-talet. Här finns vertikal integration av hela tillverkningsprocessen från ritbord till färdig produkt. Bland de mer kända produkterna som tillverkats där finns haubitsarna M119 och M198.
Sedan 1905 finns där Rock Island Arsenal Museum som berättar om dess historia.
På Rock Island Arsenal finns dessutom högkvarteren för First United States Army (som ingår i FORSCOM) samt för United States Army Sustainment Command och Joint Munitions Command (båda som ingår i United States Army Materiel Command). Där finns även regionkontoret för U.S. Army Corps of Engineers.